# Vífill Ketilsson
Vífill Ketilsson (n. 925?) fue un vikingo de noble cuna procedente de las islas británicas que aparece en diversas fuentes históricas relacionadas con la colonización de Islandia, entre ellas la saga de Erik el Rojo y saga de Laxdœla.  Vífill era posiblemente un prisionero de guerra que acabó como thrall (esclavo) de la matriarca Aud la Sabia a quien sirvió fielmente y de quien recibió tierras para fundar su propio asentamiento en un lugar que lleva su nombre Vifilsdalur, Snóksdalur en Dalasýsla. No se conoce el nombre de su esposa, aunque algunas fuentes citan a Hallveig, pero tuvo dos hijos, Þorgeir (n. 955) y Þorbjörn Vífilsson.

## Etimología
Vífill era un apelativo que habitualmente se otorgaba a un esclavo o un liberto en la sociedad nórdica, cuyo significado era literalmente escarabajo.